# Wielka Wola (Tomaszów Mazowiecki)
Pour les articles homonymes, voir Wielka Wola.
Wielka Wola est une localité polonaise de la gmina de Czerniewice, située dans le powiat de Tomaszów Mazowiecki en voïvodie de Łódź.